# 新里村 (群馬県)
新里村（にいさとむら）は、群馬県中東部の勢多郡に属した村。現在の桐生市西部の新里地区にあたる。
「新里」の名は「新川」の「新」と「野」の「里」をとった合成地名で竹内鼎三の発案とされるが、『新里村百年史』は否定説を採っている。

## 概要
1889年（明治22年）4月1日、南勢多郡南東部の11か村が合併して発足。桐生市外六か町村広域市町村圏の西部に位置する上毛電気鉄道上毛線沿線の村で、12の大字からなる。
村内には、国指定史跡の武井廃寺塔跡、国指定重要文化財の山上多重塔、県指定史跡の山上城跡、桐生広域市町村圏の清掃センターに併設された桐生広域温水プール（現在の桐生市新里温水プール）「カリビアンビーチ」がある。

## 地理
赤城山の南麓に位置する。村域は南北に約15キロメートル、東西約4キロメートルで、南北に細長い形をしている。桐生市の郊外住宅地として発展し、2005年（平成17年）1月1日時点の人口は約16,000人で、全国の村の中で8番目に多かった。
- 山岳：赤城山
- 河川：蕨沢川、鏑木川、早川

### 隣接していた自治体
- 群馬県
  - 前橋市（旧勢多郡粕川村）
  - 伊勢崎市（旧佐波郡赤堀町）
  - 勢多郡黒保根村
  - 山田郡大間々町
  - 新田郡笠懸町

## 歴史

### 沿革
- 1889年（明治22年）4月1日 - 町村制施行に伴い、南勢多郡新里村として発足[3]。
以来合併等による村域の変更は行われなかった。
- 1896年（明治29年）4月1日 - 郡統合（南勢多郡と東群馬郡の統合）により勢多郡に所属。
- 1916年（大正5年） - 村内各大字の下に付していた「村」を除却[4]。
- 1950年（昭和25年）8月 - 大字板橋から大字赤城山を分離独立[5]。
- 2005年（平成17年）6月13日 - 桐生市に編入し廃止。

## 人口
- 1920年（大正9年）：6,855人
- 1930年（昭和5年）：7,218人
- 1940年（昭和15年）：7,733人
- 1950年（昭和25年）：10,132人
- 1960年（昭和35年）：9,989人
- 1970年（昭和45年）：9,434人
- 1980年（昭和55年）：11,499人
- 1990年（平成2年）：13,362人
- 2000年（平成12年）：16,111人

## 行政

### 村長
| 代数 | 氏名       | 就任年月日                | 退任年月日                 | 備考             |
| ---- | ---------- | ------------------------- | -------------------------- | ---------------- |
| 初   | 浅田長太郎 | 明治22年（1889年）6月13日 | 明治26年（1893年）6月30日  | 浅田晃彦の祖父。 |
| 2    | 竹内忠蔵   | 明治26年（1893年）7月1日  | 明治34年（1901年）3月5日   |                  |
| 3    | 浅田長太郎 | 明治35年（1902年）2月13日 | 明治37年（1904年）3月5日   |                  |
| 4    | 井田宗三郎 | 明治37年（1904年）4月23日 | 明治38年（1905年）4月27日  |                  |
| 5    | 峰岸儀三郎 | 明治38年（1905年）5月19日 | 明治40年（1907年）6月3日   |                  |
| 6    | 茂木卯一郎 | 明治40年（1907年）6月4日  | 明治41年（1908年）2月4日   |                  |
| 7    | 伏島作蔵   | 明治41年（1908年）2月5日  | 明治41年（1908年）4月18日  |                  |
| 8    | 高木正興   | 明治43年（1910年）1月29日 | 明治43年（1910年）10月22日 |                  |
| 9    | 鹿沼新平   | 明治44年（1911年）1月24日 | 大正4年（1915年）1月23日   |                  |
| 10   | 岩崎荘作   | 大正4年（1915年）1月24日  | 大正8年（1919年）1月23日   |                  |
| 11   | 小池仲太郎 | 大正8年（1919年）1月24日  | 大正12年（1923年）1月23日  |                  |
| 12   | 茂木善四郎 | 大正12年（1923年）2月14日 | 昭和2年（1927年）2月13日   |                  |
| 13   | 澤田正吉   | 昭和2年（1927年）2月14日  | 昭和6年（1931年）2月13日   |                  |
| 14   | 茂木善四郎 | 昭和6年（1931年）2月14日  | 昭和10年（1935年）2月13日  |                  |
| 15   | 茂木善四郎 | 昭和10年（1935年）2月24日 | 昭和12年（1937年）1月8日   |                  |
| 16   | 鶴谷忠次郎 | 昭和12年（1937年）7月5日  | 昭和15年（1940年）8月31日  |                  |
| 17   | 竹内仁次郎 | 昭和15年（1940年）9月1日  | 昭和19年（1944年）8月31日  |                  |
| 18   | 金子潤象   | 昭和19年（1944年）9月1日  | 昭和21年（1946年）6月22日  |                  |
| 19   | 鶴谷忠次郎 | 昭和21年（1946年）7月9日  | 昭和22年（1947年）4月5日   |                  |
| 20   | 岩崎清治   | 昭和22年（1947年）4月6日  | 昭和26年（1951年）4月4日   |                  |
| 21   | 見供源     | 昭和26年（1951年）4月24日 | 昭和30年（1955年）4月30日  |                  |
| 22   | 岩崎源作   | 昭和30年（1955年）5月1日  | 昭和34年（1959年）4月30日  |                  |
| 23   | 今泉亀雄   | 昭和34年（1959年）5月1日  | 昭和38年（1963年）4月30日  |                  |
| 24   | 鎌塚 榮作  | 昭和38年（1963年）5月1日  | 昭和42年（1967年）4月30日  |                  |
| 25   | 茂木静雄   | 昭和42年（1967年）5月1日  | 昭和46年（1971年）4月30日  |                  |
| 26   | 太田照三   | 昭和46年（1971年）5月1日  | 昭和50年（1975年）4月30日  |                  |
| 27   | 太田照三   | 昭和50年（1975年）5月1日  | 昭和51年（1976年）12月20日 |                  |
| 28   | 宮田京一   | 昭和52年（1977年）2月6日  | 昭和56年（1981年）2月5日   |                  |
| 29   | 長澤正三   | 昭和56年（1981年）2月6日  | 昭和60年（1985年）2月5日   |                  |
| 30   | 長澤正三   | 昭和60年（1985年）2月6日  | 平成元年（1989年）2月5日   |                  |
| 31   | 長澤正三   | 平成元年（1989年）2月6日  | 平成5年（1993年）2月5日    |                  |
| 32   | 吉田宰治   | 平成5年（1993年）2月6日   | 平成9年（1997年）2月5日    |                  |
| 33   | 吉田宰治   | 平成9年（1997年）2月6日   | 平成12年（2000年）4月5日   |                  |
| 34   | 小池仍壽   | 平成12年（2000年）4月30日 | 平成16年（2004年）4月29日  |                  |
| 35   | 小池仍壽   | 平成16年（2004年）4月30日 | 平成17年（2005年）6月12日  | 桐生市と合併     |

### 警察
- 大間々警察署
  - 小林駐在所
  - 新川駐在所

### 消防
- 桐生広域消防本部
  - 大間々新里分署

## 地域

### 大字
- 赤城山（現新里町赤城山）
- 板橋（現新里町板橋）
- 関（現新里町関）
- 高泉（現新里町高泉）
- 大久保（現新里町大久保）
- 奥沢（現新里町奥沢）
- 鶴ケ谷（現新里町鶴ケ谷）
- 山上（現新里町山上）
- 小林（現新里町小林）
- 武井（現新里町武井）
- 野（現新里町野）
- 新川（現新里町新川）

### 教育
- 中学校
  - 新里村立新里中学校（現・桐生市立新里中学校）
- 小学校
  - 新里村立中央小学校（現・桐生市立新里中央小学校）
  - 新里村立東小学校（現・桐生市立新里東小学校）
  - 新里村立北小学校（現・桐生市立新里北小学校）

## 交通

### 鉄道
- 上毛電気鉄道

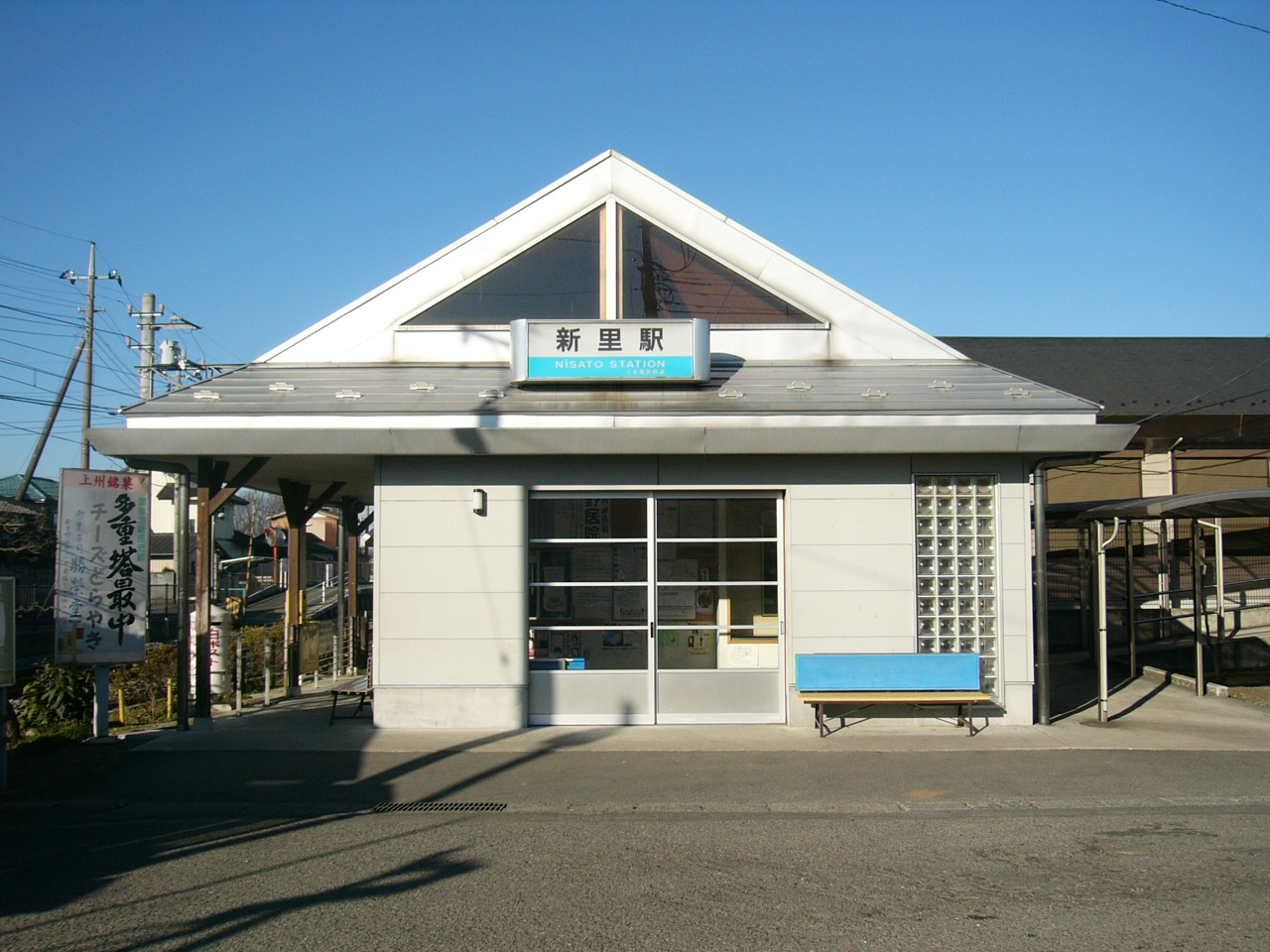
新里駅

  - ■上毛線：新里駅 - 新川駅 - 東新川駅

### 道路
- 一般国道
  - 国道353号

- 県道
  - 群馬県道3号前橋大間々桐生線
  - 群馬県道73号伊勢崎大間々線
  - 群馬県道291号境大間々線
  - 群馬県道333号上神梅大胡線
  - 群馬県道336号梨木香林線

## 観光

### 名所・旧跡
- 新里郷土資料館
- 山上多重塔
- 山上城跡公園
- 関の磨崖仏
- 武井廃寺塔跡

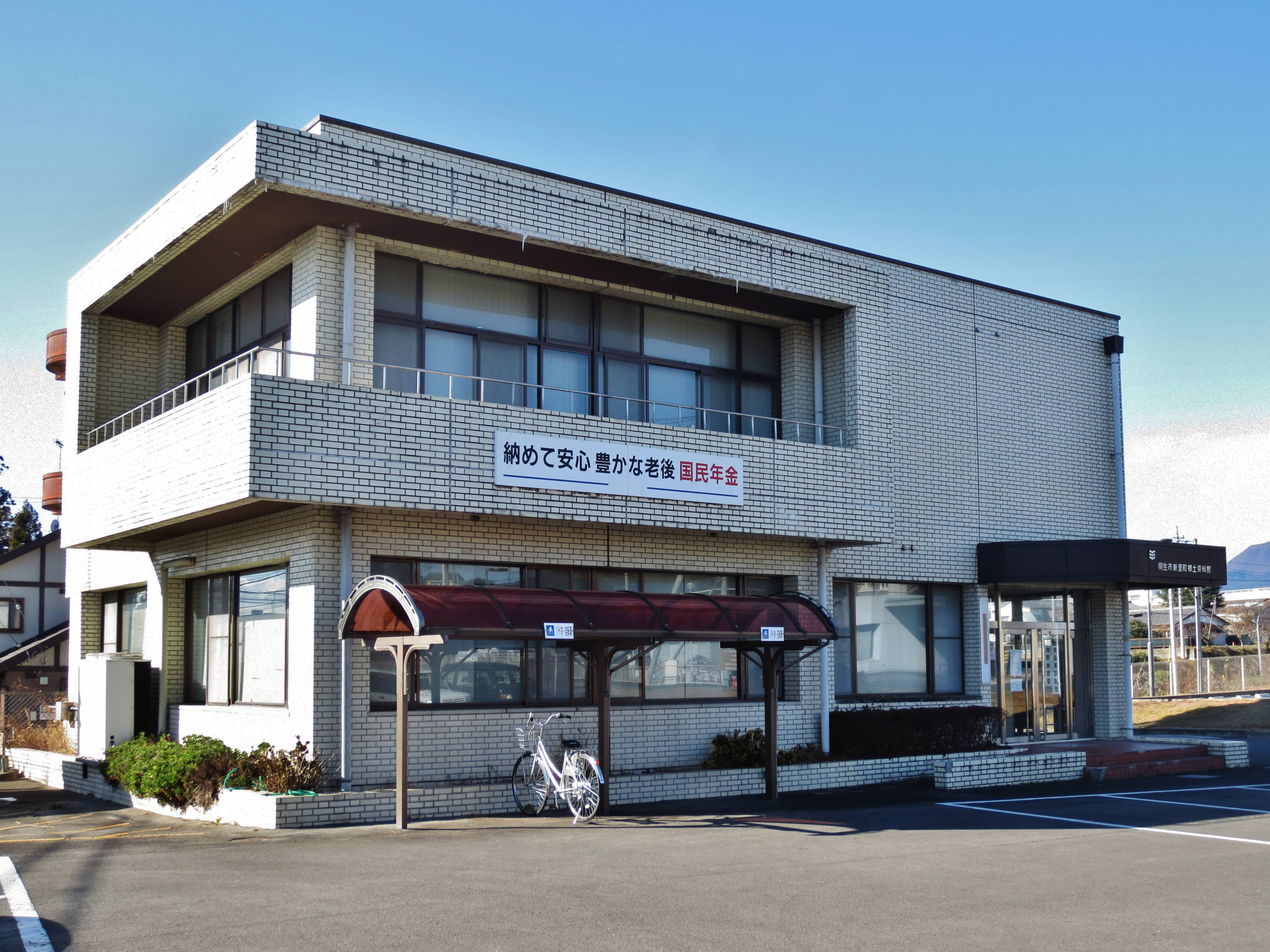
新里郷土資料館

- 桐生広域温水プール（現桐生市新里温水プール）「カリビアンビーチ」
- ぐんま昆虫の森：2002年（平成14年）に一部区画の団体利用開始。桐生市編入後の2005年（平成17年）8月に全面開園。

### 祭事・催事
- 新里まつり

## 出身
- 竹内鼎三（衆議院議員、県会議員）
- 青木精一（衆議院議員、逓信政務次官）
- 渡辺久信（元プロ野球選手）
- 前島花音（ニッポン放送アナウンサー）